# Baltimore Colts 1953
La stagione 1953 dei Baltimore Colts è stata la prima della franchigia nella National Football League. I Colts ebbero un record di 3 vittorie e 9 sconfitte, finendo quinti nella Western Conference.
Nel gennaio 1953, un gruppo con sede a Baltimora guidato da Carroll Rosenbloom vinse i diritti per una nuova franchigia nella città. A Rosenbloom fu assegnata una squadra della NFL e le partecipazioni della defunta organizzazione dei Dallas Texans, che durarono solo la stagione 1953. La nuova squadra prese il nome di Colts dalla precedente formazione that che era fallita dopo la stagione 1950; Baltimora era stata senza squadra nel 1951 e 1952.
I Colts del 1953 Colts ebbero un record perdente malgrado l'avere guidato la lega con 56 palloni rubati agli avversari. Baltimore aveva un record positivo dopo cinque partite, battendo i vicini Washington Redskins di fronte ai 34.000 spettatori del Memorial Stadium, prima di perdere tutte le ultime sette gare della stagione.
Nel debutto stagionale contro i Chicago Bears il 27 settembre, il defensive back dei Colts Bert Rechichar stabilì un record NFL per il più lungo field goal (56 yard), superando il vecchio primato non ufficiale di 55 yard (stabilito con un drop kick da Paddy Driscoll nel 1924). Tale primato resistette per 17 anni finché Tom Dempsey segnò da 63 yard nel 1970.

## Calendario
| Stagione regolare |              |                        |           |        |                               |          |
| Turno             | Data         | Avversario             | Risultato | Record | Stadio                        | Pubblico |
| 1                 | 27 settembre | Chicago Bears          | V 13–9    | 1–0    | Memorial Stadium              | 23,715   |
| 2                 | 3 ottobre    | Detroit Lions          | S 17–27   | 1–1    | Memorial Stadium              | 25,159   |
| 3                 | 11 ottobre   | at Chicago Bears       | V 16–14   | 2–1    | Wrigley Field                 | 35,316   |
| 4                 | 18 ottobre   | at Green Bay Packers   | S 14–37   | 2–2    | City Stadium                  | 18,713   |
| 5                 | 25 ottobre   | Washington Redskins    | V 27–17   | 3–2    | Memorial Stadium              | 34,031   |
| 6                 | 31 ottobre   | Green Bay Packers      | S 24–35   | 3–3    | Memorial Stadium              | 33,797   |
| 7                 | 7 novembre   | at Detroit Lions       | S 7–17    | 3–4    | Tiger Stadium                 | 46,508   |
| 8                 | 15 novembre  | at Philadelphia Eagles | S 14–45   | 3–5    | Shibe Park                    | 27,813   |
| 9                 | 22 novembre  | Los Angeles Rams       | S 13–21   | 3–6    | Memorial Stadium              | 27,268   |
| 10                | 29 novembre  | San Francisco 49ers    | S 21–38   | 3–7    | Memorial Stadium              | 26,005   |
| 11                | 5 dicembre   | at Los Angeles Rams    | S 2–45    | 3–8    | Los Angeles Memorial Coliseum | 26,696   |
| 12                | 13 dicembre  | at San Francisco 49ers | S 14–45   | 3–9    | Kezar Stadium                 | 23,432   |

## Classifiche
| NFL Western Conference |    |   |   |      |       |     |     |     |
|                        | V  | S | P | %    | CONF  | PF  | PS  | STR |
| Detroit Lions          | 10 | 2 | 0 | .833 | 8–2   | 271 | 205 | V6  |
| San Francisco 49ers    | 9  | 3 | 0 | .750 | 8–2   | 372 | 237 | V4  |
| Los Angeles Rams       | 8  | 3 | 1 | .727 | 7–3   | 366 | 236 | V2  |
| Chicago Bears          | 3  | 8 | 1 | .273 | 2–7–1 | 218 | 262 | S2  |
| Baltimore Colts        | 3  | 9 | 0 | .250 | 2–8   | 182 | 350 | S7  |
| Green Bay Packers      | 2  | 9 | 1 | .182 | 2–7–1 | 200 | 338 | S5  |

Nota: I pareggi non venivano conteggiati ai fini della classifica fino al 1972.